# Parada de Gonta
Parada de Gonta é uma povoação portuguesa sede da Freguesia de Parada de Gonta do Município de Tondela, freguesia com 7,12 km² de área e 619 habitantes (censo de 2021), tendo, por isso, uma densidade populacional de 86,9 hab./km².
A freguesia foi criada por decreto de 29 de maio de 1884, com lugares desanexados da freguesia de São Miguel do Outeiro.

## Demografia
A população registada nos censos foi:
| Distribuição da População por Grupos Etários | Distribuição da População por Grupos Etários | Distribuição da População por Grupos Etários | Distribuição da População por Grupos Etários | Distribuição da População por Grupos Etários |
| -------------------------------------------- | -------------------------------------------- | -------------------------------------------- | -------------------------------------------- | -------------------------------------------- |
| Ano                                          | 0-14 Anos                                    | 15-24 Anos                                   | 25-64 Anos                                   | > 65 Anos                                    |
| 2001                                         | 110                                          | 111                                          | 421                                          | 170                                          |
| 2011                                         | 80                                           | 76                                           | 380                                          | 218                                          |
| 2021                                         | 44                                           | 60                                           | 278                                          | 237                                          |